# 7724 Moroso
7724 Moroso è un asteroide della fascia principale. Scoperto nel 1970, presenta un'orbita caratterizzata da un semiasse maggiore pari a 2,2584326 UA e da un'eccentricità di 0,2187246, inclinata di 4,75132° rispetto all'eclittica.
L'asteroide è dedicato a Pascuala Moroso, proprietaria con il marito Rafael Villalobos, del terreno dove venne edificata nel 1965 la stazione osservativa del Leoncito di cui l'Osservatorio Félix Aguilar fa oggi parte.